# بردلی کالینز
بردلی کالینز (انگلیسی: Bradley Collins؛ زادهٔ ۱۸ فوریهٔ ۱۹۹۷) بازیکن فوتبال اهل بریتانیا است.
از باشگاه‌هایی که در آن بازی کرده‌است می‌توان به باشگاه فوتبال چلسی و باشگاه فوتبال فارست گرین راورز اشاره کرد.